# Pou de la Ricarda
El Pou de la Ricarda és una obra de la Sénia (Montsià) inclosa a l'Inventari del Patrimoni Arquitectònic de Catalunya.

## Descripció
Pou a camp obert, dins dels terrenys del Mas del Carol. Té dos nivells: un sota terra de secció cilíndrica i parets revestides amb pedres més o menys regulars encaixades sense morter, algunes sobresurten a costat i costat formant uns trams d'escala. Un segon nivell a sobre el terra en forma de túmul, semicircular, obert a l'exterior per un costat, i cobert amb volta de mig punt encofrada i feta amb lloses col·locades radialment. Davant del pou hi ha un abeurador de pedra picada.

## Història
N’hi ha un de les mateixes característiques a 50 metres. Tots dos pous abastien d'aigua al mas. És difícil concretar el temps de construcció d'aquests pous per manca de referències documentals.